# Ctenus parvus
Ctenus parvus är en spindelart som först beskrevs av Eugen von Keyserling 1877.  Ctenus parvus ingår i släktet Ctenus och familjen Ctenidae.
Artens utbredningsområde är Colombia. Inga underarter finns listade i Catalogue of Life.